# Telescópio Otto Struve
O Telescópio Otto Struve foi o primeiro grande telescópio a ser construído no Observatório McDonald. Localizado na Serra Davis no Texas, o Telescópio Otto Struve foi desenhado por Warner & Swasey Companhia e construído entre 1933 e 1939 pela Companhia Leitch-Paterson. Seus espelho de 2,1 metros (82 polegadas) foi o segundo maior do mundo na época. Seu nome é uma homenagem ao astrônomo russo-americano Otto Struve.
Em 1949, Gerard Kuiper do Observatório Yerkes descobriu uma nova lua do planeta Neptuno, chamada Nereida. A lua foi descoberta em placas fotográficas tiradas em uma busca pelas luas de Neptuno.